# Eusthenia nothofagi
Eusthenia nothofagi is een steenvlieg uit de familie Eustheniidae. De wetenschappelijke naam van de soort is voor het eerst geldig gepubliceerd in 1979 door Zwick.
De soort komt voor in Australië.